# Heinz-Detlef Kronfeldt
Heinz-Detlef Kronfeldt (* 6. Februar 1949 in Berlin; † 15. Oktober 2015 ebenda) war ein deutscher Physiker und Hochschullehrer.

## Leben
Nach dem Abitur studierte Kronfeldt Physik an der TU Berlin mit Diplom-Abschluss 1975. Im dortigen Institut für Optik und Atomare Physik fertigte er bei Roland Winkler, dem Leiter der Arbeitsgruppe Spektroskopie, seine Dissertation Laserspektroskopische und interferometrische Untersuchungen von elektrischen und magnetischen Hyperfeinwechselwirkungen am Natrium, Rhenium und Europium an, mit der er 1979 promoviert wurde. Er habilitierte sich 1989 und wurde nach Roland Winklers Emeritierung Leiter der Arbeitsgruppe.
Kronfeldts Arbeitsschwerpunkt war zunächst die höchstauflösende Laserspektroskopie zur Untersuchung der Hyperfeinstruktur und der Isotopieverschiebung der Lanthanoide. 1997 richtete er die 29. Jahreskonferenz der European Group for Atomic Spectroscopy (EGAS) aus. Der nächste Arbeitsschwerpunkt war die Molekülspektroskopie mit Analyse von Rotationsschwingungsspektren mit IR-Lasern. Er entwickelte ein mobiles System zur hochempfindlichen Spurengasanalytik in der Atmosphäre. Im Rahmen von drei EU-Projekten wurden zwischen 1997 und 2013 meerestaugliche Sensoren entwickelt, mit denen durch Oberflächenverstärkte Raman-Spektroskopie (SERS) Verunreinigungen im Meerwasser in Spurenkonzentrationen nachgewiesen werden konnten. Ab 2006 entwickelte er ein mobiles Raman-System zum Nachweis von Fleischverderbern im Fleisch. Seine "Laserpistole" wurde in der Medienöffentlichkeit durch die Gammelfleischskandale sehr bekannt. Sein Übersichtsartikel Raman Spectroscopy in Food and Seawater Analysis erschien in der Encyclopedia of Analytical Chemistry.
Von 1989 bis zu seiner Pensionierung 2014 leitete Kronfeldt die Physikalischen Grundpraktika I–III der TU Berlin, und zusammen mit Hans Joachim Eichler und Jürgen Sahm gab er das Lehrbuch Das neue Physikalische Grundpraktikum heraus. Von 1996 bis 2005 war er Geschäftsführer der Deutschen Physikalischen Gesellschaft zu Berlin.